# Campeonato Mundial de Halterofilismo de 2023 - Até 59 kg feminino
A categoria até 59 kg feminino foi um evento do Campeonato Mundial de Halterofilismo de 2023, disputado em Riade, na Arábia Saudita, nos dias 7 e 8 de setembro de 2023.

## Calendário
Horário local (UTC+3)
| Dia           | Horário | Fase    |
| ------------- | ------- | ------- |
| 7 de setembro | 09:30   | Grupo E |
| 7 de setembro | 11:30   | Grupo D |
| 7 de setembro | 13:30   | Gruo C  |
| 8 de setembro | 16:30   | Grupo B |
| 8 de setembro | 19:00   | Grupo A |

## Medalhistas
| Evento    | Ouro              | Ouro   | Prata                | Prata  | Bronze               | Bronze |
| --------- | ----------------- | ------ | -------------------- | ------ | -------------------- | ------ |
| Arranque  | Luo Shifang (CHN) | 107 kg | Kamila Konotop (UKR) | 106 kg | Pei Xinyi (CHN)      | 102 kg |
| Arremesso | Luo Shifang (CHN) | 136 kg | Kuo Hsing-chun (TPE) | 130 kg | Kamila Konotop (UKR) | 130 kg |
| Total     | Luo Shifang (CHN) | 243 kg | Kamila Konotop (UKR) | 236 kg | Pei Xinyi (CHN)      | 232 kg |

## Recordes
Antes desta competição, o recorde mundial da prova era o seguinte:
| Recorde         | Tipo      | Atleta               | Peso   | Local     | Data                   |
| Recorde Mundial | Arranque  | Kuo Hsing-chun (TPE) | 110 kg | Tasquente | 19 de abril de 2021    |
| Recorde Mundial | Arremesso | Kuo Hsing-chun (TPE) | 140 kg | Pattaya   | 21 de setembro de 2019 |
| Recorde Mundial | Total     | Kuo Hsing-chun (TPE) | 247 kg | Tasquente | 19 de abril de 2021    |

## Resultado
Os resultados foram os seguintes.
| Pos.              | Atleta                          | Grupo | Arranque (kg) | Arranque (kg) | Arranque (kg) | Arranque (kg)     | Arremesso (kg) | Arremesso (kg) | Arremesso (kg) | Arremesso (kg)    | Total      |
| Pos.              | Atleta                          | Grupo | 1             | 2             | 3             | Resultado         | 1              | 2              | 3              | Resultado         | Total      |
| ----------------- | ------------------------------- | ----- | ------------- | ------------- | ------------- | ----------------- | -------------- | -------------- | -------------- | ----------------- | ---------- |
| Medalha de ouro   | Luo Shifang (CHN)               | A     | 101           | 104           | 107           | Medalha de ouro   | 128            | 133            | 136            | Medalha de ouro   | 243        |
| Medalha de prata  | Kamila Konotop (UKR)            | A     | 103           | 106           | 106           | Medalha de prata  | 126            | 130            | 135            | Medalha de bronze | 236        |
| Medalha de bronze | Pei Xinyi (CHN)                 | A     | 98            | 102           | 102           | Medalha de bronze | 127            | 130            | 130            | 4                 | 232        |
| 4                 | Kuo Hsing-chun (TPE)            | C     | 95            | 98            | 101           | 4                 | 120            | 125            | 130            | Medalha de prata  | 231        |
| 5                 | Yenny Álvarez (COL)             | A     | 100           | 103           | 103           | 6                 | 129            | 132            | 132            | 5                 | 229        |
| 6                 | Rafiatu Lawal (NGR)             | C     | 95            | 100           | 100           | 5                 | 120            | 125            | 130            | 7                 | 225        |
| 7                 | Hidilyn Diaz (PHI)              | A     | 95            | 95            | 97            | 11                | 121            | 125            | 127            | 6                 | 224        |
| 8                 | Elreen Ando (PHI)               | A     | 95            | 98            | 100           | 7                 | 118            | 122            | 125            | 11                | 222        |
| 9                 | Nina Sterckx (BEL)              | A     | 95            | 97            | 99            | 8                 | 117            | 121            | 123            | 12                | 220        |
| 10                | Taylor Wilkins (USA)            | A     | 93            | 97            | 98            | 9                 | 122            | 126            | 127            | 10                | 220        |
| 11                | Anyelin Venegas (VEN)           | C     | 95            | 95            | 98            | 15                | 120            | 124            | 126            | 8                 | 219        |
| 12                | Janeth Gómez (MEX)              | A     | 93            | 96            | 96            | 13                | 118            | 121            | 124            | 14                | 217        |
| 13                | Mikiko Andoh (JPN)              | B     | 92            | 94            | 96            | 19                | 122            | 124            | 124            | 9                 | 216        |
| 14                | Danielle Gunnin (USA)           | A     | 98            | 98            | 98            | 10                | 118            | 118            | 123            | 19                | 216        |
| 15                | Adijat Olarinoye (NGR)          | C     | 95            | 100           | 100           | 14                | 115            | 120            | 124            | 15                | 215        |
| 16                | Daphne Guillén (MEX)            | A     | 92            | 94            | 96            | 21                | 118            | 121            | 124            | 13                | 215        |
| 17                | Eduarda Souza (BRA)             | B     | 90            | 94            | 98            | 17                | 115            | 116            | 120            | 16                | 214        |
| 18                | Alina Shchapanava (ANA)         | B     | 92            | 95            | 95            | 27                | 113            | 116            | 119            | 17                | 211        |
| 19                | Dora Tchakounté (FRA)           | A     | 93            | 96            | 99            | 12                | 115            | 115            | 121            | 22                | 211        |
| 20                | Mattie Sasser (MHL)             | B     | 90            | 94            | 94            | 20                | 112            | 116            | 116            | 21                | 210        |
| 21                | Suratwadee Yodsarn (THA)        | B     | 90            | 90            | 93            | 31                | 115            | 119            | 119            | 18                | 209        |
| 22                | Sarah (INA)                     | C     | 90            | 90            | 92            | 26                | 110            | 116            | 118            | 20                | 208        |
| 23                | Lucrezia Magistris (ITA)        | B     | 95            | 100           | 100           | 16                | 112            | 112            | 117            | 25                | 207        |
| 24                | Garance Rigaud (FRA)            | B     | 91            | 94            | 96            | 18                | 111            | 111            | 114            | 26                | 205        |
| 25                | Zoe Smith (GBR)                 | C     | 87            | 90            | 92            | 29                | 113            | 116            | 116            | 24                | 203        |
| 26                | Svitlana Samuliak (UKR)         | B     | 93            | 95            | 95            | 23                | 110            | 113            | 113            | 28                | 203        |
| 27                | Natasya Beteyob (INA)           | C     | 92            | 96            | 96            | 25                | 108            | 110            | 112            | 27                | 202        |
| 28                | Quàng Thị Tâm (VIE)             | C     | 93            | 93            | 95            | 22                | 108            | 112            | 112            | 30                | 201        |
| 29                | Thanaporn Saetia (THA)          | D     | 82            | 87            | 90            | 28                | 108            | —              | —              | 29                | 198        |
| 30                | Riri Endo (JPN)                 | C     | 90            | 90            | 95            | 30                | 107            | 113            | 121            | 31                | 197        |
| 31                | Amalie Løvind (DEN)             | D     | 79            | 82            | 82            | 34                | 103            | 106            | 110            | 33                | 188        |
| 32                | Anneke Spies (RSA)              | D     | 80            | 80            | 83            | 41                | 103            | 106            | 108            | 32                | 186        |
| 33                | Hannah Crymble (IRL)            | D     | 82            | 82            | 82            | 35                | 100            | 103            | 106            | 35                | 185        |
| 34                | Brenna Kean (AUS)               | D     | 81            | 81            | 84            | 37                | 104            | 108            | 108            | 34                | 185        |
| 35                | Kristina Şermetowa (TKM)        | D     | 77            | 81            | 83            | 36                | 95             | 100            | 104            | 36                | 181        |
| 36                | Ech-Chaibia Ech-Chachouiy (MAR) | D     | 77            | 80            | 82            | 40                | 93             | 96             | 99             | 37                | 176        |
| 37                | Rita Gomez (POR)                | E     | 75            | 80            | 83            | 38                | 90             | 93             | 93             | 38                | 173        |
| 38                | Ailbhe Mulvihill (IRL)          | E     | 74            | 77            | 80            | 39                | 90             | 93             | 93             | 39                | 170        |
| 39                | Sandra Mensimah Owusu (GHA)     | E     | 70            | 75            | 75            | 42                | 85             | 90             | 93             | 40                | 165        |
| 40                | Anabela Monteiro (POR)          | E     | 70            | 73            | 73            | 43                | 85             | 90             | 92             | 41                | 158        |
| 41                | Alanoud Al-Shehri (KSA)         | E     | 68            | 71            | 73            | 44                | 78             | 81             | 84             | 43                | 149        |
| 42                | Fatemah Al-Kahawaher (KSA)      | E     | 58            | 61            | 61            | 45                | 78             | 81             | 84             | 42                | 145        |
| —                 | Génesis Rodríguez (VEN)         | C     | 94            | 94            | 94            | —                 | 114            | 114            | 117            | 23                | —          |
| —                 | Enkhbaataryn Enkhtamir (MGL)    | B     | 93            | 93            | 97            | 24                | 112            | 112            | 112            | —                 | —          |
| —                 | Irene Martínez (ESP)            | D     | 88            | 90            | 91            | 32                | 105            | 105            | 106            | —                 | —          |
| —                 | María Casadevall (ARG)          | B     | 88            | 88            | 88            | 33                | 113            | 113            | 113            | —                 | —          |
| —                 | Ghofrane Belkhir (TUN)          | B     | 90            | 90            | 90            | —                 | —              | —              | —              | —                 | —          |
| —                 | Boldbaataryn Khongorzul (MGL)   | C     | 85            | 85            | 85            | —                 | 108            | 108            | 111            | —                 | —          |
| —                 | Sofia Georgopoulou (GRE)        | D     | 89            | 90            | 90            | —                 | —              | —              | —              | —                 | —          |
| —                 | Maude Charron (CAN)             | E     | —             | —             | —             | —                 | —              | —              | —              | —                 | —          |
| —                 | Maria Kardara (GRE)             | E     | —             | —             | —             | —                 | —              | —              | —              | —                 | —          |
| —                 | Gilyeliz Guzmán (PUR)           | E     | —             | —             | —             | —                 | —              | —              | —              | —                 | —          |
| —                 | Jacinta Sumagaysay (GUM)        | E     | Não largou    | Não largou    | Não largou    | Não largou        | Não largou     | Não largou     | Não largou     | Não largou        | Não largou |
| —                 | Sofía Aleman (HON)              | E     | Não largou    | Não largou    | Não largou    | Não largou        | Não largou     | Não largou     | Não largou     | Não largou        | Não largou |